# NGC 4945
NGC 4945 (nota anche come C 83) è una galassia a spirale barrata nella costellazione del Centauro.

## Caratteristiche
Con una distanza pari a circa 13 milioni di anni-luce, è una delle galassie più vicine alla Via Lattea, nonché una delle più prossime al Gruppo Locale. Le sue dimensioni sono paragonabili a quelle della Galassia del Triangolo, e si presenta vista di taglio, cosicché alternativamente viene presentata come una galassia spirale semplice e come una spirale con la barra. Di certo si sa che la classe di spirale è il tipo b, ossia con un nucleo non dominante ma cospicuo e bracci ben avvolti. Si rende visibile già con un grosso binocolo, o con un piccolo telescopio, nei quali appare come un lungo fuso chiaro, mezzo grado a nord-ovest della stella doppia ξ2 Centauri; un riflettore da 200-250mm evidenzia benissimo la presenza di nubi oscure lungo il piano galattico, in particolare nella parte orientale.